# فيكتور فرنانديز (لاعب كرة قدم)
فيكتور فرنانديز (بالإسبانية: Víctor Fernández Maza)‏ (25 أغسطس 1987 بسانتاندير في إسبانيا - ) هو لاعب كرة قدم إسباني في مركز الدفاع. شارك مع منتخب إسبانيا تحت 20 سنة لكرة القدم. أما مع النوادي، فقد لعب مع سلتا فيغو ب وسلتا فيغو وفالنسيا ميستايا ونادي غوادالاخارا ويونيون ديبورتيفا لوغرينييس وCD Cayón ‏ وجيمناستيسيا  توريلافيجا ‏ وDeportivo Aragón ‏.

## وصلات خارجية
- فيكتور فرنانديز على موقع قاعدة بيانات كرة القدم.إي يو (الإنجليزية)
- فيكتور فرنانديز على موقع Soccerway.com (الإنجليزية)